# Lijst van voetbalinterlands Bosnië en Herzegovina - Noord-Ierland
Deze lijst van voetbalinterlands is een overzicht van alle officiële voetbalwedstrijden tussen de nationale teams van Bosnië en Herzegovina en Noord-Ierland. De landen speelden tot op heden drie keer tegen elkaar. De eerste ontmoeting, een groepswedstrijd tijdens de UEFA Nations League 2018/19, werd gespeeld in Belfast op 8 september 2018. Het laatste duel, een play-offwedstrijd voor kwalificatie voor het Europees kampioenschap voetbal 2020, vond plaats op 8 oktober 2020 in Sarajevo.

## Wedstrijden
| № | Plaats   | Datum            | Competitie                  | Wedstrijd                             | Uitslag |
| - | -------- | ---------------- | --------------------------- | ------------------------------------- | ------- |
| 1 | Belfast  | 8 september 2018 | UEFA Nations League 2018/19 | Noord-Ierland – Bosnië en Herzegovina | 1 – 2   |
| 2 | Sarajevo | 15 oktober 2018  | UEFA Nations League 2018/19 | Bosnië en Herzegovina – Noord-Ierland | 2 – 0   |
| 3 | Sarajevo | 8 oktober 2020   | EK 2020 kwalificatie        | Bosnië en Herzegovina – Noord-Ierland | 1 – 1   |

## Samenvatting
| Competitie          | Totaal gespeeld | Winst Bosnië en Her. | Gelijk | Winst Noord-Ierland | Doelsaldo Bosnië en Her. – Noord-Ierland |
| ------------------- | --------------- | -------------------- | ------ | ------------------- | ---------------------------------------- |
| EK-kwalificatie     | 1               | 0                    | 1      | 0                   | 1 – 1                                    |
| UEFA Nations League | 2               | 2                    | 0      | 0                   | 4 − 1                                    |
| Totaal              | 3               | 2                    | 1      | 0                   | 5 − 2                                    |

Wedstrijden bepaald door strafschoppen worden, in lijn met de FIFA, als een gelijkspel gerekend.